# Caloptilia blandella
Caloptilia blandella là một loài bướm đêm thuộc họ Gracillariidae. Nó được tìm thấy ở Canada (Québec) và Hoa Kỳ (Pennsylvania, Virginia, Maine, Maryland, Texas và Kentucky).
Sải cánh dài khoảng 9 mm.
Ấu trùng ăn Carya ovata và Juglans nigra. Chúng ăn lá nơi chúng làm tổ.